# Montizón
Montizón é um município da Espanha na província de Jaén, comunidade autónoma da Andaluzia, de área 211,93 km² com população de 1956 habitantes (2006) e densidade populacional de 9,43 hab/km².

## Demografia
| Variação demográfica do município entre 1991 e 2004 | Variação demográfica do município entre 1991 e 2004 | Variação demográfica do município entre 1991 e 2004 | Variação demográfica do município entre 1991 e 2004 |
| --------------------------------------------------- | --------------------------------------------------- | --------------------------------------------------- | --------------------------------------------------- |
| 1991                                                | 1996                                                | 2001                                                | 2004                                                |
| 2007                                                | 2015                                                | 1949                                                | 1999                                                |